# Przejście przez lustro
Przejście przez lustro – zbiór opowiadań fantastyczno-naukowych autorstwa Janusza A. Zajdla, wydany przez Wydawnictwo Iskry w 1975 roku w serii Fantastyka-Przygoda.

## Spis utworów
- Tam i z powrotem – pierwodruk: „Młody Technik”, 1971; po raz pierwszy w antologii pt. Kroki w nieznane, t. 3, 1972
- Diabelski młyn – pierwodruk: „Astronautyka”, 1965
- Blisko Słońca – pierwodruk: „Astronautyka”, 1965
- Bunt – pierwodruk: „Młody Technik”, 1972
- Przejście przez lustro – pierwodruk: „Młody Technik”, 1973
- Czwarty rodzaj równowagi
- Porządek musi być – pierwodruk: „Płomyk”, 1971 pt. Nieziemska przygoda
- Tau Wieloryba – pierwodruk: „Młody Technik”, 1971
- Skorpion – pierwodruk: „Młody Technik”, 1971
- Zjawa – pierwodruk: „Płomyk”, 1970
- Sami – pierwodruk: „Itd”, 1963; po raz pierwszy w antologii pt. Kroki w nieznane, t. 3, 1972
- Metoda doktora Quina – pierwodruk: „Młody Technik”, 1969
- Apetyt na śliwki – pierwodruk: „Płomyk”, 1972
- Dyżur – pierwodruk: „Horyzonty Techniki”, 1967
- Konsensor – pierwodruk: „Płomyk”, 1970
- Kontakt – pierwodruk: „Młody Technik”, 1971
- Towarzysz podróży – po raz pierwszy w antologii pt. Kroki w nieznane, t. 4, 1973